# جیمز بیرد
جیمز بیرد (انگلیسی: James Beard؛ ‏ ۵ مه ۱۹۰۳ – ۲۳ ژانویه ۱۹۸۵) سرآشپز و مؤلف کتاب آشپزی اهل ایالات متحده آمریکا بود. او پیشگام برنامه‌های آشپزی تلویزیونی بود و در دو مدرسه آشپزی در شهرهای نیویورک و سی‌ساید هنر آشپزی را تدریس می‌کرد. او در کشوری که تازه از میراث آشپزی خود آگاه شده بود، بر آشپزی آمریکایی که با مواد اولیهٔ تازه، سالم و آمریکایی تهیه شده باشد، تأکید داشت. وی نسل جدیدی از سرآشپزهای حرفه‌ای و علاقه‌مندان به غذا را راهنمایی و تربیت کرد. او بیش از بیست کتاب منتشر کرده‌است و یاد و خاطره او با اهدای سالانه جایزه بنیاد جیمز بیرد گرامی داشته می‌شود. کالج رید در سال ۱۹۷۶ به او مدرک افتخاری داد.